# Świadkowie Jehowy w Wietnamie
 Świadkowie Jehowy w Wietnamie – społeczność wyznaniowa w Wietnamie, należąca do ogólnoświatowej wspólnoty Świadków Jehowy. W 2013 roku społeczność Świadków Jehowy w Wietnamie liczyła ponad 3000 głosicieli, należących do około 60 zborów. Świadkowie Jehowy prowadzą działalność na terenie kraju bez prawnego zarejestrowania. W Wietnamie oficjalnie działają Sale Królestwa zarejestrowane lokalnie. W kraju działa miejscowy Komitet Łączności ze Szpitalami i Komitet Oddziału. Sprawozdanie z działalności w tym kraju dołączane jest do ogólnego z 33 krajów, w których ich działalność jest ograniczona prawnie lub zakazana.

## Historia

### Początki
Początki działalności Świadków Jehowy na terenie obecnego Wietnamu sięgają roku 1936, gdy do Sajgonu (na terenie ówczesnych Indochin Francuskich) przysłano dwóch pionierów z Australii. Jednym z nich był Frank Rice (zm. 1986), który najpierw prowadził działalność kaznodziejską wśród ludności mówiącej po angielsku, a po opanowaniu podstaw miejscowego języka – także w języku wietnamskim. Początkowo prowadził działalność kaznodziejską w rejonie Sajgonu (obecnie Ho Chi Minh), a następnie kontynuował działalność na północy terenu dzisiejszego Wietnamu. Pozostawał w Wietnamie do roku 1943, gdy został aresztowany przez żołnierzy armii japońskiej podczas inwazji Japonii na Azję Południowo-Wschodnią.

### Rozwój działalności po II wojnie światowej
W latach 1953–1954 działalność niewielkiej grupki nieochrzczonych głosicieli na terenie dzisiejszego Wietnamu nadzorowało Biuro Oddziału we Francji.
Gdy pod koniec 1955 roku w Wietnamie Południowym proklamowano Republikę Wietnamu, Joseph Babinski, nadzorca oddziału Towarzystwa Strażnica w Tajlandii, uzyskał pozwolenie od władz w Sajgonie na przyjazd do tego kraju misjonarzy Towarzystwa Strażnica. 27 czerwca 1957 roku pięciu pierwszych misjonarzy absolwentów Biblijnej Szkoły Strażnicy – Gilead przybyło do Sajgonu. W mieście otwarto dom misjonarski podlegający pod biuro oddziału w Tajlandii. Działalność religijną kontynuowano mimo toczącej się wojny wietnamskiej.
Przez pierwszych kilka lat działalność ewangelizacyjna oraz zebrania chrześcijańskie były prowadzone w języku francuskim, znanym zwłaszcza wykształconej części społeczeństwa. Do połowy lat 60. XX wieku przetłumaczono i wydano w języku wietnamskim kilka broszur („Ta dobra nowina o Królestwie”, „Oto wszystko nowe czynię” i „Żyć w nadziei na sprawiedliwy nowy świat”), a misjonarze opanowali miejscowy język, co umożliwiło rozszerzenie działalności ewangelizacyjnej.
W roku 1964 do Wietnamu Południowego skierowano kilku Świadków Jehowy z Filipin oraz misjonarzy działających w Kambodży. W 1966 roku oprócz 8 misjonarzy działało 11 miejscowych głosicieli.
W 1968 roku, pomimo spodziewanych krwawych walk nadciągającej ofensywy Tết Armii Wietnamu Północnego i Vietcongu, 9 misjonarzy pozostało w Sajgonie (zostali jedynie przeniesieni z domu misjonarskiego w dzielnicy mieszkaniowej do domu w chińskiej dzielnicy w centrum miasta). Po ofensywie zarówno misjonarze, jak i miejscowi głosiciele kontynuowali działalność kaznodziejską.
W 1970 roku w języku wietnamskim został wydany podręcznik do prowadzenia studiów biblijnych, książka Prawda, która prowadzi do życia wiecznego. W tym też roku działalność prowadziło 52 głosicieli. W roku 1971 zaczęto wydawać w języku wietnamskim czasopismo „Strażnica Zwiastująca Królestwo Jehowy”.
W 1973 roku oficjalnie zalegalizowano Świadków Jehowy w Wietnamie Południowym. W Sajgonie otwarto Biuro Oddziału Towarzystwa Strażnica działające do 1975 roku, kiedy to nastąpiła zmiana władz w tej części kraju.
W dniach 13–15 grudnia 1974 roku w Sajgonie zorganizowano kongres Świadków Jehowy pod hasłem „Boskie zamierzenie”. W tym czasie w mieście działały 3 zbory, skupiające 113 głosicieli. Zebrania religijne organizowano w Biurze Oddziału lub w domu misjonarskim.
W 1975 roku w Wietnamie działalność kaznodziejską prowadziło 120 głosicieli. Po zajęciu Sajgonu przez wojska Wietkongu przestało działać biuro oddziału i utracono legalizację. Nadzór nad działalnością Świadków Jehowy w Wietnamie przejęło biuro Towarzystwa Strażnica we Francji.

## Sytuacja wyznania
Od 1975 roku działalność na terenie Wietnamu nie jest zalegalizowana. Liczba członków wyznania sięga co najmniej 3000 osób, z czego połowa mieszka w Ho Chi Minh, a około 500 w Hanoi. Według danych z 2013 roku zbory Świadków Jehowy podejmowały starania o rejestrację na podstawie aktualnie obowiązującego prawa. Według danych z 2006 roku w Wietnamie funkcjonowało co najmniej 10 zborów. Większość z nich znajdowało się na południu kraju, w tym 5 w mieście Ho Chi Minh. Każdy ze zborów mógł wtedy liczyć kilkuset wyznawców. W roku w 2013 około 60 zborów znajdowało się na terenie 22 prowincji. W 2010 roku lokalnie zarejestrowane były 32 miejsca wielbienia. 31 lipca 2011 roku wydano Chrześcijańskie Pisma Greckie w Przekładzie Nowego Świata (Nowy Testament) w języku wietnamskim.
Delegacja Świadków Jehowy z Wietnamu oficjalnie brała udział w kongresach specjalnych i międzynarodowych. W listopadzie 2015 roku uczestniczyła w kongresie specjalnym pod hasłem „Naśladujmy Jezusa!” w tajlandzkim Chiang Mai, w dniach od 17 do 19 listopada 2017 roku w kongresie specjalnym pod hasłem „Nie poddawaj się!” w indonezyjskiej Dżakarcie, a w dniach od 13 do 15 września 2019 roku w kongresie międzynarodowym pod hasłem „Miłość nigdy nie zawodzi!” w południowokoreańskim Seulu. 4 lutego 2017 roku wydano Pismo Święte w Przekładzie Nowego Świata w języku wietnamskim.
W Hanoi działają dwie Sale Królestwa, z jednej z nich korzystają cztery zbory (trzy wietnamskojęzyczne i wietnamskiego języka migowego), a z pięciu Sal Królestwa w Ho Chi Minh korzysta 17 zborów (16 wietnamskojęzycznych oraz wietnamskiego języka migowego). Sala Królestwa mieści się również w Biên Hoà, z której korzysta zbór Đông i Tây, a z Sal Królestwa w Đà Lạt, Bông Trang, Bình Xuân, Xuân Trường, Tây Ninh oraz Cần Thơ korzystają miejscowe zbory.
Zebrania zborowe odbywają się w języku wietnamskim, chińskim (kantoński) i wietnamskim języku migowym.
W kraju działa miejscowy Komitet Łączności ze Szpitalami oraz Komitet Oddziału.
Świadkowie Jehowy wydają publikacje w językach używanych w Wietnamie: wietnamskim, wietnamskim migowym oraz dżarajskim (jarai).